# Paketschiff

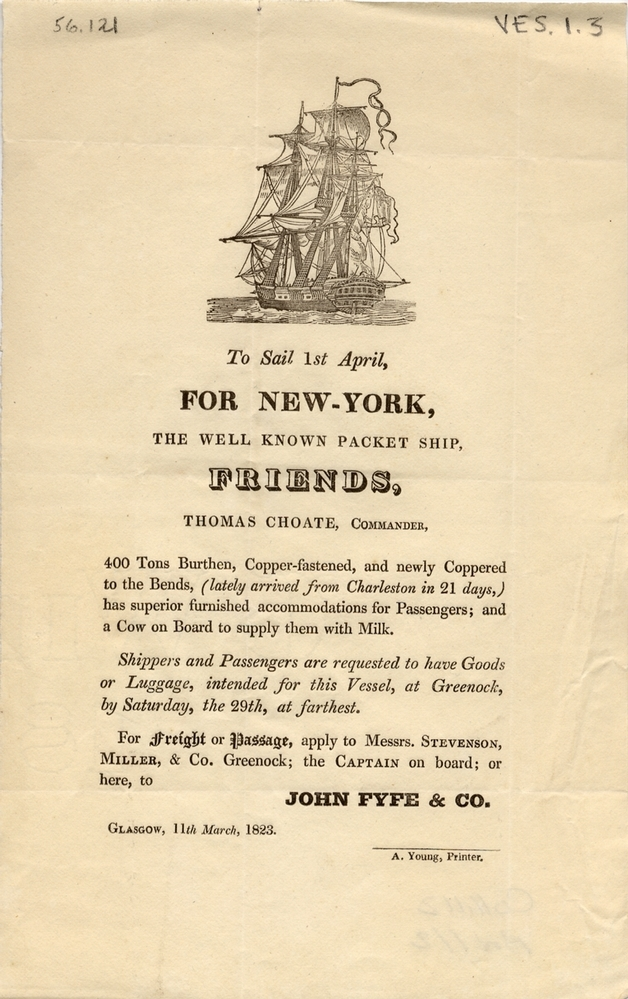
Annonce für ein Paketschiff

Das Paketschiff (englisch: packet ship oder packet boat, kurz: packet; französisch: paquebot) ist ein vom 16. Jahrhundert bis ins 19. Jahrhundert verwendeter Schiffstyp.

## Geschichte
Paketschiffe gingen aus den im 16. und 17. Jahrhundert englisch als Post-barks bezeichneten Postseglern hervor, welche mit Post, Waren und Passagieren zwischen zwei Häfen verkehrten. Im 16. Jahrhundert benannte man staatliche Postsendungen (siehe Anfänge der Royal Mail), wie hoheitliche Dokumente, Depeschen usw. als „The Packet“. In einem Bericht des Königlich britischen Schatzamtes aus dem Jahr 1598 heißt es dazu: „Postes toward Ireland, Hollyheade, allowance as well for serving the packket by lande as for entertaining a bark to carie over and return the packet x pounds the moneth“ (sinngemäß: es werden Mittel bereitgestellt, um monatliche Sendungen über Land nach Holyhead und mittels eines Postseglers nach Irland und zurück zu transportieren).
Das General Post Office baute in dieser Zeit einen als Post Office Packet Service benannten Dienst mit auch explizit als „packet boats“ genannten kleinen Seglern auf. Diese Schiffe waren in der Regel mit etwa zehn bis zwölf kleineren Kanonen bewaffnet und wurden mit dem Transport von offiziellen Postsendungen, hochgestellten Passagieren und besonderer Fracht auch auf weit entfernten Linien eingesetzt. War das Verbreitungsgebiet anfangs eher auf Europa begrenzt, so wurden später auch alle anderen Gebiete des Britischen Empire bedient. Auch andere Staaten bauten vergleichbare Dienste auf. Viele dieser Schiffe trugen Sammelbezeichnungen, die aus dem Bestimmungsort und dem Wort „packet“ zusammengesetzt waren (Baltimore packets, Sydney packets usw.). Bis zum 18. Jahrhundert hatte sich die Bauart von Paketschiffen im Vergleich zu herkömmlichen Frachtseglern durch feinere Linien und daraus resultierend, höhere Geschwindigkeiten verändert.
Ihre herausragende Stellung verloren die Paketschiffe mit der Einführung des Dampfschiffs. Mehr und mehr Staaten verlagerten den Transport wichtiger Postsendungen auf subventionierte Postschiffe privater Dampfschiffsreedereien. Deren herausragende Bedeutung schlug sich in vielen Ländern durch Reedereinamensbestandteile wie „steam packet line“ oder Namenszusätzen wie „RMS“ für Royal Mail Ship solcherart eingesetzter Schiffe nieder. in Deutschland fand man den Begriff beispielsweise in der Hamburg-Amerikanische Packetfahrt-Actien-Gesellschaft (Hapag) wieder.
Im französischen Sprachraum wird der Begriff „paquebot“ mit wechselnden Bedeutungen bis heute weiterbenutzt und steht dort heute für ein Passagierschiff im Linienverkehr.

## Paquebotstempel
In größeren Hafenstädten wurden von den Postverwaltungen zumeist einzeilige Buchstabenstempel ohne Ortsangabe mit der Bezeichnung „Paquebot“ zur Abstempelung ankommender Postsendungen verwendet. Diese kann frankiert von einlaufenden Schiffen ohne eigene Schiffspost stammen, die damit entwertet wird. Mit dem Stempel kann auch die Übernahme von Post von Besatzungsangehörigen von im Hafen oder auf Reede liegenden Schiffen mit oder ohne Schiffspost und damit entsprechender Frankatur bestätigt werden (Durchgangsstempel).

Schließlich kann der Paquebotstempel auch Hinweis auf eine Posteinlieferung an Bord von Schiffen ohne Seepost sein.